# Cykelgade
En cykelgade er en gade, hvor cyklister har fortrinsret på kørebanen. Biler og andre transportmidler må også køre i cykelgaden, hvis det er angivet med undertavle, men skal tilpasse sig cyklisternes hastighed og normalt ikke køre hurtigere end 30 km/t. Desuden må biler kun parkere i dertil afmærkede parkeringsbåse.
Mejlgade i Aarhus blev som den første i Danmark omdannet til cykelgade i 2011. Siden er der etableret adskillige andre cykelgader i Aarhus og i andre byer rundt om i Danmark. Fælles for cykelgaderne er, at bilerne her skal færdes på cyklernes præmisser.
Der har dog været en vis usikkerhed om, hvordan færdselsreglerne i en cykelgade med bilkørsel tilladt egentlig adskiller sig fra dem i en almindelig gade. Både Københavns og Aarhus Kommune har således præsenteret en cykelgade, som en gade, hvor cyklisterne fortrinsret og for eksempel ikke behøver at trække ind til siden for at lade bilister overhale. Men ifølge Vejdirektoratet gælder den almindelig færdselslov stadig i en cykelgade (med bilkørsel tilladt), således at også cyklister skal vise hensyn og trække ind, så biler kan overhale.

## Lovgivning
I Danmark er reglerne for trafikken i cykelgaderne fastlagt i bekendtgørelsen om vejafmærkning.. Heri fremgår det blandt andet:
- Kørebanen er reserveret til cykel og lille knallert.
- Kørsel på kørebanen må kun ske med en hastighed svarende til hastighed for cyklister og førere af lille knallert (normalt under 30 km/t)
- De kørende skal udvise særlig agtpågivenhed og hensynsfuldhed over for hinanden.
- Kørende må ikke unødigt hindre de øvrige kørende i at komme frem.
- Parkering i en cykelgade må ikke ske uden for særligt afmærkede pladser.

## Cykelgader i udlandet
Det er ikke kun i Danmark, at der findes cykelgader. I Tyskland har færdselsloven således helt siden 1997 givet kommunerne mulighed for at oprette Fahrradstraßen . Ligeledes findes der pendanter til de danske cykelgader i blandt andet Nederlandene,, Spanien og USA.